# Фабан
Жозе Фабіо Алвес Азеведо (порт. José Fábio Alves Azevedo), більш відомий як Фабан (порт. Fabão, нар. 15 червня 1976, Вера-Крус) — бразильський футболіст, що грав на позиції захисника.
Найбільших результатів здобув виступаючи за «Сан-Паулу», з яким 2005 року став володарем Кубка Лібертадорес та клубним чемпіоном світу, а наступного року і чемпіоном Бразилії.

## Ігрова кар'єра
Народився 15 червня 1976 року в місті Вера-Крус. Вихованець футбольної школи клубу «Парана».
У 1996 році відбувся його дебют за першу команду «Баїї». Через два роки, у жовтні 1998 року, Фабан перейшов у «Фламенго», кольори якого він захищав протягом двох сезонів (у 1998 році він встиг зіграти лише в 6 матчах за новий клуб). За цей час він двічі ставав чемпіоном штату Ріо-де-Жанейро, а в 1999 році виграв свій перший в кар'єрі міжнародний трофей — Кубок Меркосур. Всього в 1999 році Фабан взяв участь в 58 матчах за Фламенго, в яких відзначився одним забитим голом.
У 2000 році, зігравши за «рубро-негрос» в 20 матчах (і забивши 1 гол), Фабан перейшов в іспанський клуб «Реал Бетіс», а наступний сезон провів у іншому клубі іспанської Сегунди «Кордова».
Після двох років, досить успішно проведених в Іспанії, Фабан повернувся до Бразилії, де показав упевнену гру в чемпіонаті Бразилії 2003 року у складі «Гояса», чим привернув увагу функціонерів «Сан-Паулу». 2004—2006 роки стали одними з найуспішніших в кар'єрі Фабана. Він був гравцем основного складу «Сан-Паулу», який виграв у 2005 році Лігу Паулісту, Кубок Лібертадорес і обіграв у фіналі клубного чемпіонату світу переможця Ліги чемпіонів «Ліверпуль». У 2006 році Фабан у складі «Триколірних» став чемпіоном Бразилії.
Протягом 2007 року захищав кольори японського клубу «Касіма Антлерс», з яким виграв Кубок Імператора, а у січні 2008 року, після повернення з Японії, Фабан перейшов у «Сантус», до того він не грав у футбол досить довгий час через травму малогомілкової кістки правої ноги. В кінці 2009 року контракт з «Сантосом» закінчився.
У квітні 2010 року Фабан підписав угоду з «Гуарані» із Кампінаса, який повернувся в елітний дивізіон чемпіонату Бразилії. Відігравши за «Гуарані» один сезон, гравець перейшов у китайську Суперлігу, де і завершив професійну ігрову кар'єру у клубі «Хенань Цзяньє» в 2011 році.

## Титули і досягнення
- Переможець Ліги Баїяно (1):

«Баїя»: 1998
- Переможець Ліги Каріока (2):

«Фламенго»: 1999, 2000
- Володар Кубка Меркосур (1):

«Фламенго»: 1999
- Переможець Ліги Гояно (1):

«Гояс»: 2003
- Переможець Ліги Пауліста (1):

«Сан-Паулу»: 2005
- Володар Кубка Лібертадорес (1):

«Сан-Паулу»: 2005
- Переможець Клубного чемпіонату світу (1):

«Сан-Паулу»: 2005
- Чемпіон Бразилії (1):

«Сан-Паулу»: 2006
- Володар Кубка Імператора (1):

«Касіма Антлерс»: 2007

### Індивідуальні
- Володар Срібного м'яча Бразилії: 2003, 2006